# 月兒彎彎照九州
《月兒彎彎照九州》（英語：Beside the Seaside, Beside the Sea）是香港無綫電視1990年拍攝的電視連續劇，監製蕭笙。主題曲由陳松齡主唱。全劇平均收視人口為151萬，因為收視偏低而被刪減5集至15集，日後重播才得以重現20集完整版，海外播出及發行錄影帶亦是20集版本。本劇在翌年的壹電視大獎中獲得1991年最令人厭煩電視節目第一位。

## 故事大綱
王初四自幼生長在漁村，為反抗土豪逼婚，遂相約青梅竹馬的戀人曾牛私奔，不料中途發生變故，初四誤以為曾牛已罹難，只好隻身來到上海謀生。期間，幸得賣糖女郎李小翠收容，暫棲於天台木屋中，並認識了李大嬸、趙少奇及畫家杜梓楓等好友。其後，更因與梓楓志趣相投，日久生情而發展成情侶。
在一個偶然的機會下，初四投身了影壇，更名為王雲裳，在梓楓的鼓勵下，更以她甜美動人的歌聲轟動全上海。此際，曾牛突然現身，初四驚訝不已，既難忘往日之情，又不捨一直在身邊支持及照顧她的梓楓，頓感一片迷惘。然而，最苦惱的卻是，這時初四又被誣陷進一宗官非之中，似乎難脫牢獄之災。眼見愛侶受苦的梓楓究竟最終能否想出辦法救出初四呢？

## 演員表
- 陳松齡 飾 王初四
- 鄭伊健 飾 杜梓楓
- 馬海倫 飾 殷麗華
- 羅國維 飾 鄒彼得
- 李桂英 飾 阿　花
- 林嘉麗 飾 阿　水
- 黃仲匡 飾 阿　狗
- 馬健聰 飾 阿　信
- 何昭傑 飾 石　喬
- 林燕明 飾 林若蘭
- 李煌生 飾 阿　貴
- 葉振棠 飾 章維廉
- 林　利 飾 曾　牛
- 黃　新 飾 王七斤
- 馮瑞珍 飾 牛　媽
- 田　青 飾 村　長
- 呂劍光 飾 父老甲
- 鄧煜榮 飾 父老乙
- 承　恩 飾 王大富
- 陳惠瑜 飾 林大嬸
- 廖麗麗 飾 王趙氏
- 叢世權 飾 王有昌
- 石　云 飾 炳　叔
- 游　飈 飾 拉客男子
- 孫季卿 飾 掌　柜
- 陳珮珊 飾 李小翠
- 盧宛茵 飾 李大嬸
- 陳振華 飾 歐正秋
- 馬宗德 飾 馬如龍
- 張鳳妮 飾 余露露
- 胡越山 飾 陸永祥
- 梁　愛 飾 陶英姑
- 曾慧雲 飾 惠　芳
- 林尚武 飾 范志光
- 范玉玲 飾 富家女
- 周汶樺 飾 接待員
- 黃成想 飾 張導演
- 蕭山仁 飾 老
- 區　嶽 飾 朝　奉
- 容嘉勵 飾 考生甲/鄧美娥
- 劉鳳婷 飾 考生乙
- 李耀敬 飾 男子甲
- 姜為南 飾 男子乙
- 曾耀明 飾 司　機
- 莫鎮賢 飾 趙少奇
- 郭卓樺 飾 路　人
- 黃建峰 飾 西　醫
- 陳慧儀 飾 范安琪
- 梁樂兒 飾 林　芝
- 王翠玉 飾 梁　詠
- 麥皓為 飾 屠導演
- 陳燕航 飾 新人甲
- 亦　羚 飾 歌女甲
- 王維德 飾 許健龍
- 林家棟 飾 副導演
- 梁欽棋 飾 溫　友
- 李顯明 飾 方　吉
- 曾耀明 飾 司　儀
- 王偉樑 飾 記者甲
- 虞天偉 飾 記者乙
- 羅君左 飾 邱大根
- 蘇漢生 飾 阿　強
- 鄧汝超 飾 阿　平
- 凌　漢 飾 程二爺
- 羅雪玲 飾 阿　嬌
- 衛駿英 飾 接待員
- 顏昭雄 飾 男主角
- 鄭維嘉 飾 女主角
- 曾健明 飾 陳導演
- 張志強 飾 苦力甲
- 梁少狄 飾 苦力工頭
- 黎壁光 飾 苦力乙
- 彭峻輝 飾 亞　超
- 莫燕嫦 飾 護　士
- 何昭傑 飾 石　喬
- 光　毅 飾 許　琨
- 艾　威 飾 李　輝
- 黃瑋琳 飾 探員甲
- 李衛民 飾 探員乙
- 曹　濟 飾 餐廳部長
- 羅　蘭 飾 鄺修女
- 飾 王　霖
- 簡而清 飾 蕭百千
- 李健強 飾 記者乙
- 黎秀英 飾 工　人
- 鮑　方 飾 杜碩華
- 梁舜燕 飾 譚月嫦
- 張英才 飾 朱贊良
- 譚炳文 飾 張有同
- 陸應康 飾 徐副局長
- 光　毅 飾 許　琨
- 蔡　雲 飾 范偉基
- 方　傑 飾 殷天正
- 何璧堅 飾 岳得榮
- 譚一清 飾 萬老板
- 梁健平 飾 楊律師
- 郭德信 飾 檢控官
- 陳中堅 飾 衛法官
- 黃德斌 飾 吳秘書
- 許實賢 飾 江秘書

## 外部网站
| 香港、 马来西亚、 新加坡 TVB星河频道 好戏珍藏馆时段 · 星期一至五 20:30-21:30 | 香港、 马来西亚、 新加坡 TVB星河频道 好戏珍藏馆时段 · 星期一至五 20:30-21:30 | 香港、 马来西亚、 新加坡 TVB星河频道 好戏珍藏馆时段 · 星期一至五 20:30-21:30 |
| ---------------------------------------------------------------------------- | ---------------------------------------------------------------------------- | ---------------------------------------------------------------------------- |
|                                                                              | 月兒彎彎照九州 （2022年12月2日－2022年12月29日）                             |                                                                              |
| 火舞黃沙 （2022年10月19日 - 2022年12月1日）                                  | 開心賓館 （2022年12月30日 - 2022年1月25日）                                  |                                                                              |